# Harold Ickes
Harold Le Clair Ickes, född 15 mars 1874, död 3 februari 1952, var en amerikansk politiker.
Harold Ickes var ursprungligen journalist, från 1907 advokat i Chicago. Ickes deltog tidigt i kommunalpolitiken, var flera år progressiv republikan men blev senare demokrat, organiserade Franklin D. Roosevelts kampanj i Västern vid 1932 års presidentval och blev 1933 inrikesminister. Han var starkt intresserad av den sociala reformpolitiken och ledde som chef för Public Works Administration de stora offentliga arbetena under Roosevelts New Deal. Ickes lämnade inrikesministerposten vid Roosevelts andra omval 1940 men återinträdde 1941. Hetsig och stridbar invecklade han sig ofta i konflikter. Ickes framträdde tidigt som häftig motståndare till fascismen och nazismen. Han avgick som inrikesminister i februari 1946.